# Golfo de Nicoya
El golfo de Nicoya es un golfo de Costa Rica situado en la costa meridional del país, sobre el océano Pacífico. 

## Geografía
El golfo de Nicoya constituye el entrante más profundo del mar en tierras costarricenses y baña las costas de las provincias de Guanacaste y Puntarenas. Su amplia entrada está limitada por el cabo Blanco y la punta Judas, mientras que hacia el interior se estrecha. En el fondo del golfo desemboca el río Tempisque, mientras que el río Grande de Tárcoles lo hace en la parte más abierta al océano. 
Es un golfo con numerosas islas, entre las que destacan las de Chira, Venado, Caballo, San Lucas, Tortuga, Cedros, Bejuco, Pan de Azúcar y Negritos. En sus costas se asientan dos de los principales puertos de Costa Rica, los de Puntarenas y Caldera, puntos de desembarco de las capturas pesqueras y de embarque de sus productos agrarios. 
También constituye una notable zona turística, gracias a sus playas, balnearios y paraísos naturales de flora y fauna, como el Parque Nacional Barra Honda, Parque Nacional Carara y el Parque Nacional Palo Verde.
- Datos: Q1509253
- Multimedia: Gulf of Nicoya / Q1509253